# Jens-Peter Herold
Jens-Peter Herold (Neuruppin, 2 giugno 1965) è un ex mezzofondista tedesco, medaglia di bronzo nei 1500 metri piani ai Giochi olimpici di Seul 1988.

## Biografia
Nel 1987 arrivò sesto nei 1500 m piani ai mondiali del 1987 e fu medaglia d'argento agli europei indoor sulla medesima distanza. L'anno seguente vinse la medaglia di bronzo nella stessa gara ai Giochi olimpici di Seul 1988, preceduto da Peter Rono e Peter Elliott, e realizzò il record nazionale della Germania Est nel miglio, primato che è rimasto imbattuto per molti anni.
Nel 1990 vinse la medaglia d'oro agli europei nei 1500 m piani, sia nell'edizione all'aperto sia in quella indoor. Nel 1991 perse una medaglia di bronzo quasi certa ai mondiali di Tokyo, quando sul traguardo fu sorpassato dal suo connazionale Hauke Fuhlbrügge, mentre Noureddine Morceli e Wilfred Kirochi vinsero oro e argento.
Nel 1992 arrivò sesto nella finale olimpica di Barcellona e durante lo stesso anno stabilì il nuovo record personale nei 1500 m piani con il tempo di 3'32"77 a Rieti.

## Palmarès
| Anno                                 | Manifestazione  | Sede       | Evento       | Risultato | Prestazione | Note |
| ------------------------------------ | --------------- | ---------- | ------------ | --------- | ----------- | ---- |
| In rappresentanza della Germania Est |                 |            |              |           |             |      |
| 1987                                 | Europei indoor  | Liévin     | 1500 m piani | Argento   | 3'45"36     |      |
| 1987                                 | Mondiali        | Roma       | 1500 m piani | 6º        | 3'40"14     |      |
| 1988                                 | Giochi olimpici | Seul       | 1500 m piani | Bronzo    | 3'36”21     |      |
| 1990                                 | Europei indoor  | Glasgow    | 1500 m piani | Oro       | 3'44"39     |      |
| 1990                                 | Europei         | Spalato    | 1500 m piani | Oro       | 3'38"35     |      |
| 1991                                 | Mondiali        | Tokyo      | 1500 m piani | 4º        | 3'35"37     |      |
| In rappresentanza della Germania     |                 |            |              |           |             |      |
| 1992                                 | Giochi olimpici | Barcellona | 1500 m piani | 6º        | 3'41"53     |      |
| 1993                                 | Mondiali        | Stoccarda  | 1500 m piani | Batteria  | 3'50"64     |      |
| 1994                                 | Europei         | Helsinki   | 1500 m piani | Batteria  | 3'40"24     |      |
| 1995                                 | Mondiali        | Göteborg   | 1500 m piani | Batteria  | 3'49"24     |      |

## Altre competizioni internazionali
1989
- Argento in Coppa del mondo ( Barcellona), 800 m piani - 1'45"04
- Bronzo in Coppa del mondo ( Barcellona), 1500 m piani - 3'35"87

1990
- Argento alla Grand Prix Final ( Atene), miglio - 3'53"77

1991
- Bronzo alla Grand Prix Final ( Barcellona), 1500 m piani - 3'36"37